# ЗИС-15
ЗИС-15 — советский среднетоннажный грузовой автомобиль завода ЗИС. Существовал в виде опытных образцов, которые строились с 1938 года и имели незначительные отличия друг от друга. Последний из них, созданный в 1944 и получивший обозначение ЗИС-15К, стал основой для послевоенного грузовика ЗИС-150.

## История создания
Массово строившийся в СССР грузовик ЗИС-5 по своей конструкции был развитием американского грузовика «Autocar Dispatch SA» фирмы «AutoCar Truck», лицензию на постройку которого СССР приобрёл в 1928 году. И, хотя советские инженеры внесли значительные усовершенствования в базовую американскую модель, к концу 1930-х годов ЗИС-5 основательно устарел. Создание новой конструкции грузовика позволяло сократить отставание от мирового уровня. Кроме того, появлялась возможность в полной мере учесть накопившийся к тому времени богатый опыт эксплуатации автомобилей семейства ЗИС-5.
Ещё в 1937 году на ЗИСе был построен опытный образец автомобиля с цельнометаллической кабиной новой конструкции, получившей обтекаемую форму с наклонным лобовым стеклом. Эта работа получила развитие при создании нового грузовика, получившего обозначение ЗИС-15.
Опытный образец ЗИС-15, постройка которого была приурочена к XVIII съезду ВКП(б), получил более мощный по сравнению с ЗИС-5 двигатель, коробку передач с косозубыми шестернями, новые шины размерностью 36"×8". Из-за увеличенной до 4100 мм колёсной базы карданную передачу выполнили двойной, с промежуточной опорой. Привод тормозов остался механическим, но получил вакуумный усилитель. Кроме того, был введён трансмиссионный дисковый тормоз. Ёмкость бензобака была увеличена до 100 литров. Главным же внешним отличием стала современная цельнометаллическая, 3-местная кабина обтекаемой формы с наклонным V-образным лобовым стеклом (из двух половин).
К середине 1939 года первый опытный образец ЗИС-15 прошёл более 5000 км на дорожных испытаниях с нагрузкой, доходившей до 5 тонн. Результаты испытаний были признаны положительными. Только мощность двигателя в 82 л. с. сочли недостаточной для машины увеличенной грузоподъёмности.
В 1939 году были построены опытные образцы с двумя вариантами колёсной базы — 4100 мм и 4400 мм. В третий опытный образец, к сборке которого приступили в середине 1939 года, внесли ряд важных усовершенствований. Был установлен форсированный двигатель (с алюминиевыми поршнями и увеличенной до 5,7 степенью сжатия), мощность которого довели до 90 л.с. при 2700 об/мин. В коробке перемены передач появилась 5-я ускоряющая передача, позволяющая экономить топливо при движении порожняком. Машина получила новые колёсные диски с 8 шпильками. Изменился внешний вид крыльев, облицовки радиатора и капота.
На базе ЗИС-15 планировалось строить целую серию автомобилей:
- ЗИС-15 — базовый грузовик.
- ЗИС-16 — автобус капотной компоновки.
- ЗИС-17 — автобус вагонной компоновки.
- ЗИС-23 — трёхосный полноприводный (6 × 6) грузовик.
- ЗИС-24 — двухосный полноприводный (4 × 4) грузовик.
- ЗИС-25 — газогенераторный автомобиль.
- ЗИС-26 — седельный тягач.
- ЗИС-Д7 — вариант грузовика с дизельным двигателем ЗИС-Д7 мощностью 96 л.с.
- ЗИС-28 — газогенераторный автомобиль с двигателем на основе ЗИС-Д7.

В 1940 году длиннобазный образец ЗИС-15 демонстрировался на Всесоюзной промышленной выставке (ныне — ВВЦ). На заводе шла подготовка к производству. Новое семейство планировалось поставить на конвейер до конца третьей пятилетки (1938—1942), но начавшаяся война не позволила осуществиться этим планам. В итоге из всех машин семейства ЗИС-15 в серию пошёл только капотный автобус ЗИС-16.
Однако, усилия конструкторов, технологов и испытателей не пропали даром. В 1943 году, когда в войне наметился перелом, на ЗИСе возобновили работы над новым грузовиком. Построенный в 1944 году опытный образец, получивший обозначение ЗИС-15К, завершил развитие семейства ЗИС-15 — после внесённых доработок он стал прототипом 4-тонного грузовика новой модели ЗИС-150, который выпускался серийно с 1947 по 1957 год.

## Особенности конструкции
ЗИС-15 представлял собой двухосный грузовик с деревянной бортовой платформой грузоподъёмностью до 5 тонн на шоссе и до 3,5 тонн на грунтовых дорогах.
Двигатель ЗИС-15 — дальнейшая модернизация 6-цилиндрового двигателя ЗИС-5, мощность которого была доведена до 82 л. с. при 2650 об/мин при прежнем рабочем объёме. Увеличение мощности было достигнуто за счёт повышения степени сжатия (с 4,7 до 5,3), улучшенного наполнения цилиндров рабочей смесью (увеличен подъём клапанов и изменены фазы газораспределения) и изменения формы камеры сгорания. На третьем опытном образце устанавливался форсированный двигатель с алюминиевыми поршнями, имевший степень сжатия 5,7, мощность которого довели до 90 л.с. при 2700 об/мин. В систему охлаждения двигателя была введена помпа повышенной производительности.
Сцепление — двухдисковое, по конструкции аналогично применявшемуся на ЗИС-5. Коробка перемены передач — 5-ступенчатая, механическая, с прямой 4-й передачей и ускоряющей 5-й. КПП существенно отличалась от применявшейся на ЗИС-5 — шестерни постоянного зацепления и шестерни 3-й и 5-й передач выполнялись косозубыми, а подшипники были усилены. На первых образцах устанавливалась 4-ступенчатая КПП без ускоряющей передачи и с несколько иными передаточными числами.
Карданный вал — двойной, с промежуточной опорой. Главная передача — двухступенчатая, с парой цилиндрических и парой конических шестерен с спиральным зубом. Общее передаточное число — 7,63 (6,9 на первых образцах). По сравнению с ЗИС-5 были значительно усилены конические шестерни и подшипник ведущей шестерни. Валик ведущей конической шестерни, так же как валик ведомой конической и малой цилиндрической шестерни, был установлен на конические роликовые подшипники. Коробка дифференциала, как и на ЗИС-5, вращалась на паре шариковых подшипников.
Балка заднего моста — с литым из ковкого чугуна картером главной передачи, в который запрессованы рукава (чулки) из легированной стали.
Полуоси заднего моста — разгруженного типа. Передняя ось — по конструкции аналогична ЗИС-5, но усилена во всех элементах, так как нагрузка на неё выросла до 2,5 тонн.
Рулевой механизм — червяк и кривошип со сменным пальцем. Червяк вращался на двух упорных шариковых подшипниках. Передаточное отношение — 22,3 (на первых образцах — 15,9). Тормозная система — механическая. Состояла из рабочих (ножных) тормозов и стояночного (ручного) трансмиссионного тормоза.
Рабочие тормоза действовали от педали на все 4 колеса и имели механический привод, но, в отличие от ЗИС-5, имели вакуум-усилитель (бустер) с клапаном прямого действия. Ещё одним отличием от ЗИС-5 стала замена тросового привода тормозов передних колёс на жёсткие тяги. Тормоза на всех колёсах — барабанного типа, двухколодочные, прямого действия. Колодки изготавливались из ковкого чугуна (ширина колодок: задних — 100 мм, передних — 70 мм; площади, соответственно, 429 и 300 см²). Тормозные барабаны — чугунные с усиленным ободом. Диаметр барабанов передних и задних колёс — 410 мм.
Стояночный (ручной) дисковый тормоз располагался на промежуточном карданном валу у второго карданного сочленения и действовал на задние колёса (по типу применявшегося на ЗИС-6). Колёса — дисковые, стальные, с ободом для покрышек размерностью 36"×8". На образцах 1939 года унаследованная от американского грузовика «AutoCar-SA» конструкция колёс с 6 шпильками на более прочную, с 8 шпильками (с тех пор и до нынешнего времени среднетоннажные грузовики производства ЗИЛ имеют 8-шпилечные диски). В сдвоенных задних колёсах каждый диск крепился самостоятельно.
Подвеска передних и задних колёс — на продольных полуэллиптических рессорах. Для повышения плавности хода передние рессоры были удлинены на 50 мм по сравнению с ЗИС-5. В задней подвеске была удлинена дополнительная рессора — для увеличения плавности хода под нагрузкой.
Рама — штампованная из стального листа толщиной 6 мм (сталь 1025). Лонжероны рамы — швеллерообразного сечения с переменной высотой (увеличена по сравнению с ЗИС-5). Кабина — цельнометаллическая, трёхместная, обтекаемой формы с наклонным ветровым стеклом. Для более удобной посадки водителя, кабина была несколько удлинена по сравнению с ЗИС-5.

## Технические характеристики
Опытные образцы различались длиной базы, мощностью двигателя и конструкцией КПП. Ниже приведены технические характеристики опытного образца 1938 года:
Весовые характеристики:
- грузоподъёмность на грунтовой дороге: 3,5 тонны
- грузоподъёмность на шоссе: до 5 тонн
- вес при полной нагрузке (3,5 тонны): 6800 кг
- из них на заднюю ось: 4900 кг
- на переднюю ось: 1900 кг

Геометрические характеристики:
- длина машины: 6560 мм (без бампера)
- ширина машины: 2235 мм
- высота машины (по кабине): 2565 мм
- колёсная база: 4400 мм (предусматривался также вариант с базой 4100 мм)
- колея передних колёс: 1630 мм
- колея задних колёс: 1780 мм
- размерность колёс: 36"×8"

Размеры грузовой платформы:
- длина платформы: 3600 мм (3800 мм на ранних образцах)
- ширина платформы: 2300 мм (2400 мм на ранних образцах)
- высота бортов: 620 мм
- погрузочная высота без груза: 1165 мм
- погрузочная высота с грузом: 1090 мм

Двигатель:
- тип: карбюраторный, 4-тактный
- конфигурация: рядный, 6-цилиндровый
- диаметр цилиндра: 101,6 мм (4")
- ход поршня: 114,3 мм (4½")
- рабочий объём: 5560 см³
- степень сжатия: 5,3 (5,7 при алюминиевых поршнях)
- мощность: 82 л.с. при 2650 об/мин (90 л.с. при 2700 об/мин при алюминиевых поршнях)
- порядок работы цилиндров: 1-5-3-6-2-4
- система газораспределения: нижнеклапанная, с 2 клапанами на цилиндр (расположены в один ряд с правой стороны блока цилиндров)
- система охлаждения: водяная, с принудительной циркуляцией (центробежная помпа увеличенной производительности)
- система смазки: под давлением, от шестерёнчатого насоса
- система зажигания: батарейная
- система питания: карбюратор МКЗ-6
- подача топлива: диафрагменным насосом

Сцепление: двухдисковое
Коробка перемены передач:
- тип: механическая, 3-вальная, 3-ходовая
- шестерни: 1-й, 2-й и задней передач — прямозубые, 3-й, 5-й и постоянного зацепления — косозубые.
- число ступеней: 5 переднего хода, 1 — заднего хода (4-ступенчатая на ранних образцах)
- передаточное число 1 передачи — 6,25 (6,00 на ранних образцах)
- передаточное число 2 передачи — 3,33 (3,34 на ранних образцах)
- передаточное число 3 передачи — 1,9 (1,76 на ранних образцах)
- передаточное число 4 передачи — 1,00
- передаточное число 5 передачи — 0,81 (отсутствует на ранних образцах)
- передаточное число задней передачи — 6,97 (6,94 на ранних образцах)
- переключение передач: качающимся напольным рычагом

Карданная передача: двойная, с промежуточной опорой.
Мост ведущих колёс:
- главная передача: двухступенчатая, с парой конических и парой цилиндрических шестерен (конические шестерни со спиральным зубом)
- общее передаточное число главной передачи: 7,63 (6,9 на ранних образцах)
- дифференциал: конический, с 4 сателлитами
- полуоси: полностью разгруженные
- балка моста ведущих колёс: составная, с литым из ковкого чугуна картером главной передачи, в который запрессованы рукава (чулки) из легированной стали.

Мост управляемых колёс и рулевое управление:
- балка моста управляемых колёс: стальная штампованая, двутаврового сечения
- рулевой механизм: червяк и кривошип со сменным пальцем. Передаточное отношение — 22,3 (на первых образцах — 15,9).
- рулевая тяга: продольная

Подвеска:
- передних колёс: зависимая на продольных полуэллиптических рессорах
- задних колёс: зависимая на продольных полуэллиптических рессорах, с дополнительными листами

Дорожный просвет (клиренс):
- под мостом управляемых колёс: 330 мм
- под мостом ведущих колёс: 300 мм
- под картером маховика: 428 мм

Максимальная скорость: 65 км/ч.